# Paquita Gorroño
Francisca López Cuadrado, plus connue sous le pseudonyme de Paquita Gorroño, née à Madrid le 5 novembre 1913 et morte le 22 août 2017 à Rabat, est une militante du Parti communiste espagnol, exilée au Maroc sous le franquisme.
Secrétaire personnelle d'Hassan II et personnalité de la capitale marocaine, elle est populairement surnommée « La Passionnée de Rabat » (en français) ou « La Pasionaria de Rabat  » (en espagnol).

## Biographie
Née à Madrid le 5 novembre 1913, au sein d'une famille aisée, elle est éduquée dans des valeurs républicaines et anticléricales. Dans la maison familiale, de nombreux intellectuels et artistes se retrouvent, comme Tomás Bretón et Vicente Blasco Ibáñez. Son grand-père est un admirateur de Pablo Iglesias Posse.

### Seconde République et guerre d'Espagne
Lorsque la Seconde République est proclamée, en 1931, ses parents l'envoient étudier à Paris. De retour à Madrid, elle est recrutée par la compagnie aérienne Iberia, mais la guerre civile éclate.
La famille est évacuée à Valence. La jeune fille adhère au Parti communiste espagnol et rencontre Dolores Ibárruri.
Sous le pression de l'avancée franquiste, elle doit rejoindre Barcelone, puis, en janvier 1939, lors de la Retirada, entame à pied sa marche vers l'exil par les Pyrénées. Elle rejoint sa mère à Perpignan.
Réfugiée au camp du Boulou, elle décide de partir au Maroc, dans un périple qui l'amène depuis Port-Vendres en bateau jusqu'à Oran, d'où elle rejoint Rabat.

### Vie au Maroc
En 1956, elle devient secrétaire particulière d'Hassan II, alors jeune prince, tout en poursuivant ses activités militantes antifranquistes. Elle quitte le poste en 1971.
Elle meurt en 2017, laissant le souvenir d'une femme engagée et appréciée dans sa ville d'adoption, où on la surnomme « La Passionnée de Rabat ». Elle est inhumée dans le cimetière de Rabat auprès de sa mère.